# Украинско-чешские отношения
Украинско-чешские отношения — двусторонние дипломатические отношения между Украиной и Чехией.

## История
В 1848 году украинские и чешские национальные деятели встретились на Славянском конгрессе в Праге. В 1916 году националисты обеих стран приняли участие в конференции Союза народов в Лозанне.
Во время Первой мировой войны Российской империей из военнопленных был сформирован Чехословацкий корпус, который на территории Украины сражался против Центральных держав на территории Украины и участвовал в Зборовском сражении и сражении под Бахмачем.
В межвоенный период Прага стала центром украинской политической, научной и литературной эмиграции. В городе действовал венский Украинский свободный университет (сейчас действует в Мюнхене), а также другие учреждения. Во второй половине XX века украинские и чешские политические организации входили в состав Антибольшевистского блока народов.
Бывшая Чехословакия официально признала государственную независимость Украины 8 декабря 1991 года.
Дипломатические отношения были установлены сразу после образования нового государства Чешской Республики 3 января 1993 года.

## Дипломатические учреждения
- Украина. Посольство Украины в Чехии, Консульство Украины в Брно.
- Чехия. Посольство Чехии на Украине, Генеральные консульства Чешской Республики в Донецке (закрыто в 2014 году) и Львове (с 2004 года).

## Договорно-правовая база
Договорно-правовая база украинско-чешских двусторонних отношений охватывает широкий круг сотрудничества двух стран по вопросам в сфере политических и экономических отношений, культуры и образования, транспортных, социальных и консульских вопросов — в целом практически все сферы и отрасли, в которых стороны имеют заинтересованность к сотрудничеству, насчитывая более сотни международных документов — договоров, соглашений, протоколов и меморандумов о сотрудничестве и взаимопонимании, международных конвенций, договаривающимися сторонами которых являются Украина и Чехия, а также договоров между Украиной и Европейским союзом.
Нынешняя двусторонняя договорно-правовая база охватывает договоры, заключённые в разные периоды — не только с тех пор, когда Украина обрела независимость в 1991 году, а Чехия стала отдельным суверенным государством в 1993 году. Она включает также ряд соглашений, которые остаются в силе после применения сторонами принципов правопреемства по этим сделкам.
Важной составляющей украинско-чешской договорно-правовой базы являются двусторонние договоренности между субъектами административно-территориального устройства Украины и Чехии, которых всего насчитывается более 10.
Договорно-правовая база насчитывает 51 действующее международное соглашение.

## Торгово-экономическое сотрудничество
По данным Госкомстата Украины Чехия занимала 25 место по объёмам двусторонней торговли с Украиной. По данным Чешского статуправления Украина занимала 19 место среди 234 стран мира, с которыми Чехия осуществляет экономическое сотрудничество. С начала 2011 года имеет место постепенное улучшение показателей двусторонней торговли. По данным Госкомстата Украины, за первое полугодие 2012 года общий товарооборот между Украиной и Чехией составил 991,7 млн. $, что на 7,5 % больше, чем за аналогичный период предыдущего года. Отрицательное сальдо двустороннего товарооборота для Украины за этот период текущего года составил 246,1 млн. $.
По данным украинской статистики, внешнеторговый оборот товарами и услугами между Украиной и ЧР в 2019 году вырос на 9,3 % и достиг рекордного уровня за все годы двусторонних отношений — 2,2381 млрд. $. Объёмы экспорта украинских товаров и услуг в Чехии увеличились на 5,4 % и составили 1,0128 млрд $. Объёмы импорта товаров и услуг из Чехии выросли на 12,7 % и составили 1,2254 млрд. $.
Наиболее перспективными сферами украинской чешского торгово-экономического сотрудничества является энергетика, машиностроение, сельское хозяйство и перерабатывающая промышленность, транспортные перевозки и тому подобное.
Важную роль в сфере двустороннего торгово-экономического сотрудничества играет Украинско-чешская смешанная комиссия по экономическому, промышленному и научно-техническому сотрудничеству, последнее (восьмое) заседание которой состоялось 11—12 июня 2018 года в Праге.

### Инвестиции
В начале 2012 года Чехия инвестировала в украинскую экономику 76,9 млн. $, что составляет 0,2 % в общем объёме прямых иностранных инвестиций. Количество предприятий с чешским капиталом, функционировавших на территории Украины в начале 2011 года, составляло 432.
На территории Чешской Республики не зарегистрировано ни одного предприятия с украинским капиталом.
По состоянию на 30 июня 2020 года, объём прямых инвестиций из Чехии в экономику Украины составил 171,5 млн. $. На Украине действует более 200 представительств чешских компаний.

## Украинцы в Чехии
Статистические данные миграционных процессов последних лет свидетельствуют о том, что украинское национальное меньшинство в Чехии (реже украинская диаспора) вместе с гражданами Украины занимает первые места по количеству его членов, насчитывая 203 198 человек и опережая словацкую, вьетнамскую и российскую национальные меньшинства.
Согласно последней переписи населения, которая состоялась в Чехии в 2011 году, украинцами себя признали только 53 253 граждан Чехии (0,5 % от населения страны). По состоянию на 31 декабря 2020 года в Чехии проживало 165 654 граждан Украины.
По состоянию на апрель 2021 года в Чехии существует только одна украинская организация (филиал) российской бизнес-группировки — «Благотворительная организация "Украинский детский фонд Милосердие"» (укр. Благодійна організація Український дитячий фонд Милосердя, чеш. Ukrajinskyj dyťačyj fond Myloserďa). Её директором является Андрей Дяченко.
Некоторым организациям правительство Чешской Республики оказывает финансовую поддержку на основе соответствующих грантов, поддерживает издание журналов «Пороги» и «Украинский журнал». В Чехии выпускаются также на украинском языке «Украинские новости» (новости в печатной форме приостановлены в 2016 году, выпуски продолжены в электронном формате), активно работает украиноязычная редакция CRCMedia — новости европейской диаспоры и информационный портал на украинском языке не только для украинцев.
Гражданами Украины создана достаточно широкая сеть чешских общественных организаций, которые объединяют украинский в Праге, Брно, Градце-Кралове, Либерце, Хомутове и Пардубице. Их деятельность сосредоточена в основном на сохранении национальной культуры, традиций, песен, танцев, изучении языка. В городах Прага, Брно и Градец Кралове действуют субботние школы. Весомым объединительным фактором для украинцев является церковь.
Члены национальных меньшинств в Чехии пользуются всеми правами граждан этой страны, поскольку что они являются гражданами Чехии. Удовлетворению их потребностей как своих сограждан нечешского происхождения государство способствует через Совет по вопросам национальных меньшинств при Правительстве Чешской Республики. Старейшее чешское объединение «Sdružení Ukrajinců a příznivců Ukrajiny» (с чешск. —Ассоциация украинцев и сторонников Украины), интегрирует украинский в чешское общество и представляет украинское национальное меньшинство в Совете Правительства Чешской Республики по вопросам национальных меньшинств вместе с другим чешским общественным объединением «Ukrajinská iniciativa v České republice» (с чешск. — Украинская инициатива в Чехии).
При финансовой поддержке Правительства Чешской Республики до 2020 года В Чехии выдавались украиноязычные журналы Пороги (с 1993 года) и Украинский журнал (с 2005 года). Кроме печатных чешскоязычных СМИ, граждане Украины и украинцы в Чехии имеют доступ к информационным веб-страницам: www.ukrajinci.cz, www.uaportal.cz, www.myaukrajina.cz и CRCMedia (www.crcmedia.info) . Единицы чешских организаций, которые занимаются украинскими вопросами или гражданами Украины имеют страницы в частных соцсетях, чаще всего Facebook.

## Политические отношения

### 1991—2000
Современные украинские-чешские политические отношения начались ещё при существовании Чешской и Словацкой Федеративной Республики. 8 декабря 1991 года ЧСФР признала независимость Украины, а дипломатические отношения между двумя государствами были установлены 30 января 1992 года.
Уже в мае 1992 года Премьер-министр ЧСФР Мариан Чалфи во время визита на Украину парафировал Договор о добрососедстве и дружеских отношениях, который, однако, не был подписан, поскольку 1 января 1993 года состоялось мирное разделение ЧСФР на два независимых государства — Чешскую и Словацкую Республики.
Следовательно, с 1 января 1993 года идёт отсчёт новейшей истории украинско-чешских отношений. Украина стала одной из первых стран мира, которые установили с Чехией дипломатические отношения — 1 января 1993 года, на первый день существования Чехии как самостоятельного государства. Распад федерации на фоне краха биполярного мира обусловил переосмысления внешнеполитических приоритетов Чехии, среди которых главными стали: вступление в Европейский Союз и НАТО, становление прагматических отношений и тесного сотрудничества со странами ЕС и посткоммунистическими странами Центральной Европы.
На этом фоне сотрудничество Украины и Чехии с самого начала характеризовалась динамичным развитием в политической, экономической и культурной сферах, активным формированием договорно-правовой базы, оживлением двусторонних контактов на различных уровнях.
В апреле 1993 года в Киев прибыла первая официальная чешская делегация во главе с вице-премьером, министром сельского хозяйства Чехии Йозефом Лукс. Состоялись двусторонние переговоры по сотрудничеству в агропромышленном секторе, в результате которых подписано Соглашение между Министерством сельского хозяйства и продовольствием Украины и Министерством сельского хозяйства Чехии об экономическом, научно-техническом и производственном сотрудничестве.
2 июня 1993 года Украину с визитом посетила чешская парламентская делегация во главе с Председателем Национального совета Чешской Республики Миланом Угде. Стороны обсудили перспективы двусторонних политических отношений и экономического сотрудничества. Выступая в сессионном зале Верховной рады Украины Милан Угде отметил близость позиций двух стран по европейской безопасности, вступлении в европейско военно-политические и экономические структуры. В ноябре 1993 года в Чехии с официальным визитом находилась делегация Верховной рады во главе с её председателем Иваном Плющом.
17 марта 1994 года состоялся первый официальный визит в Прагу министра иностранных дел Украины Анатолия Зленко, который провёл переговоры с Премьер-министром Чехии Вацлавом Клаусом и своим чешским коллегой Йозефом Зеленецем. Во время визита чешская сторона выразила поддержку государственности, суверенитета, независимости и территориальной целостности Украины.
Важным этапом в развитии украинско-чешских отношений стал государственный визит в Чешскую Республику президента Украины Леонида Кучмы 25—26 апреля 1995 года, во время которого подписан базовый Договор о дружественных отношениях и сотрудничестве.
Продолжением двустороннего политического диалога стал официальный визит на Украину 9—10 октября 1995 года министра иностранных дел Чехии Йозефа Зиеленеца в качестве главы Комитета министров Совета Европы. Именно во время председательства Чехии в Совете Европы в 1995 году и благодаря активной поддержке Украины Украина получила членство в этой международной организации.
В это время активизировались контакты и на парламентском уровне. Первый визит депутатской группы по развитию межпарламентских связей «Украина-Чехия» вместе с депутатами постоянных комиссий ВРУ по иностранным делам, финансов и банковской деятельности в Чешскую Республику состоялся 16 февраля 1996 года. Делегация была принята председателем Парламента Чешской Республики Миланом Угде. Депутатские группы «Украина-Чехия» в Верховной раде Украины и «Чехия-Украина» в Парламенте Чехии стали свидетельством дружеских отношений между странами.
Отличительным политической и историческим событием в двусторонних отношениях стал первый государственный визит на Украину президента Чехии Вацлава Гавела (30 июня — 2 июля 1997 года), во время которого заключено 8 двусторонних документов о сотрудничестве в торгово-экономической, социальной, финансовой, правоохранительной, культурной и других сферах. Итогом визита и переговоров также стала Совместное заявление президентов Украины и Чешской Республики от 2 июля 1997 года, в которой стороны подтвердили взаимопонимания по основным вопросам в сфере межгосударственных отношений и европейской безопасности и сотрудничества.
Продолжением двустороннего политического диалога высокого уровня стал официальный визит в Прагу главы министерства иностранных дел Украины Геннадия Удовенко 8—9 марта 1998 года, который подтвердил настроенность стран к усилению двусторонних отношений.
Важной для углубления взаимного сотрудничества была встреча президентов Украины и Чехии в рамках встречи глав государств Центральной Европы 14—15 мая 1999 года во Львове на тему «Человеческое измерение общеевропейской региональной интеграции и её роль в строительстве новой Европы», на которой рассматривалась проблема свободного трансграничного передвижения граждан и культурном сотрудничестве между странами.
1999 год вошёл в новейшую историю Чехии как год принципиальных изменений в её политическом статусе. 12 марта она стала полноправным членом НАТО. В этом контексте Украина, учитывая её потенциал и географическое положение, стала для Чехии важным партнером с точки зрения европейской безопасности. Украина искренне поздравила вступление Чехии в НАТО и с тех пор украинско-чешское сотрудничество связано с евроатлантической интеграцией. Со своей стороны Чехия активно способствовала установлению особого партнёрства Украины и НАТО.

### 2001—2010
Важным событием в украинско-чешских отношениях в 2001 году стал визит на Украину вице-премьер-министра, министра иностранных дел Чехии Яна Кавана с целью активизации чешско-украинского диалога в политической и экономической сферах, во время которого был подписан Протокол о сотрудничестве между внешнеполитическими ведомствами Украины и Чешской Республики. Очень тяжёлым для Чехии стал 2002 год из-за мощного паводка 12—16 августа. Украина, имея собственный опыт преодоления последствий наводнения в 1998 году в Закарпатье, предоставила Чехии широкую гуманитарную помощь как проявление солидарности и дружественных отношений двух стран.
Новый импульс украинско-чешским отношениям придал официальный визит в Чехию 23—24 апреля 2003 года министра иностранных дел Украины Анатолия Зленко с целью активизации двустороннего сотрудничества в контексте будущего присоединения Чешской Республики в Европейский союз.
Со вступлением Чехии в ЕС 1 мая 2004 года украинско-чешские отношения вышли на новый уровень. Украина получила возможность перенять чешский опыт евроинтеграции. С этой целью 15 апреля 2004 года было заключено межправительственное Соглашение об экономическом, промышленном и научно-техническом сотрудничестве.
Оранжевая революция и победа «демократических сил» на Украине способствовала дальнейшему сближению Украины и Чехии. События конца 2004 — начала 2005 года изменили имидж Украины на международной арене, усилили интерес к ней западных государств и чётко определили курс страны на европейскую и евроатлантическую интеграцию. В 2005 году произошло три визита высокого уровня, которые дали толчок украинско-чешского сотрудничества. 9—10 февраля 2005 года в Праге с официальным визитом находилась парламентская делегация во главе с председателем Верховной Рады Украины Владимиром Литвиным. Визит министра иностранных дел Чехии Цирила Свободы на Украину состоялся 10 мая 2005 года на фоне заявлений Праги о необходимости интенсифицировать диалог с Киевом и новой украинской властью накануне июньского визита на Украину президента Чехии Вацлава Клауса. 14—16 июня 2005 года состоялся государственный визит президента Клауса на Украину. Высокий статус визита главы Чехии показал общее стремление сторон к углублению сотрудничества во всех сферах и расширения взаимодействия на международной арене, что было отражено в подписанном президентами Совместном заявлении.
17 февраля 2006 года в Праге с визитом находился премьер-министр Украины Юрий Ехануров, во время которой он провёл встречу с премьер-министром Чехии Иржи Пароубеком. Результатом визита стало подписание соглашения о сотрудничестве в области туризма и соглашения о сотрудничестве в оборонной промышленности.
15—16 января 2007 года состоялся визит в Чехию министра иностранных дел Украины Бориса Тарасюка. Стороны подписали Совместное заявление о сотрудничестве в реализации Плана действий «Украина — ЕС».
23 апреля 2008 года министр иностранных дел Украины Владимир Огрызко принял участие во встрече в Праге министров иностранных дел Вышеградской четвёрки и провёл переговоры с вице-премьер-министром Чехии Александром Вондрой, в повестке дня которого были вопросы европейской и евроатлантической интеграции. Вскоре, 9—10 июня 2008 года состоялся визит на Украину вице-премьер-министра Александра Вондры, в рамках которого в Днепропетровске при финансовой поддержке чешской стороны был открыт Центр евроатлантической интеграции.
16 сентября 2008 года Украину с официальным визитом посетил премьер-министр Чехии Мирек Тополанек. В ходе встреч с президентом Украины Виктором Ющенко, премьер-министром Юлией Тимошенко и председателем Верховной рады Арсением Яценюком стороны подтвердили заинтересованность в расширении контактов между высшим руководством двух стран.
Одним из основных приоритетов Чешского председательства в Совете ЕС в первой половине 2009 года стало урегулирование газового конфликта между Украиной и Россией и возобновления поставок российского природного газа в страны ЕС . Уже 1 января 2009 года украинская делегация во главе с министром топлива и энергетики Украины Юрием Проданом провела в Праге переговоры с Председателем Совета ЕС, премьер-министром Чехии Миреком Тополанеком, вице-премьер-министром по европейским вопросам Александром Вондрой и представителями энергетических ведомств Чехии.
9 и 10 января 2009 года Мирек Тополанек совершил два рабочих визита на Украину, в ходе которых были проведены переговоры с президентом Украины Виктором Ющенко и премьер-министром Юлией Тимошенко. Между поездками в Киев Тополанек посетил Москву. Посредническая роль Чехии как председательствующей в ЕС страны и личные усилия Мирека Тополанека способствовали урегулированию газового кризиса и восстановлению поставок российского природного газа в европейские страны.
5 февраля 2009 года состоялся официальный визит в Чехию министра иностранных дел Украины Владимира Огрызко для участия в заседании «Украина — Тройка ЕС» на уровне министров иностранных дел, на котором была отмечена ключевая роль Украины в развитии инициативы ЕС «Восточное партнёрство» и обсуждены шаги по подготовке к саммиту стран ЕС и «Восточного партнёрства» 7 мая 2009 года в Праге.
24—25 марта 2009 года состоялся государственный визит президента Украины Виктора Ющенко в Чешскую Республику, по итогам которого принято Совместное заявление о поддержке Чехией европейской интеграции Украины .
7 мая 2009 года в Праге президент Украины Виктор Ющенко принял участие в учредительном саммите «Восточного партнёрства», который имел целью укрепления отношений ЕС с восточными соседями — Украиной, Молдовой, Беларусью, Грузией, Арменией и Азербайджаном. Согласно Пражской декларации, инициатива «Восточного партнёрства» должна стать дополнением к двусторонним договорным отношениям между ЕС и каждой из стран-партнёров.
28—30 ноября 2010 года состоялся официальный визит на Украину первого вице-премьера, министра иностранных дел Чешской Республики Карела Шварценберга, который назвал свой визит в Киев «возвращением» Чехии к «украинскому вектору сотрудничества». По итогам переговоров сделаны значительные шаги по углублению сотрудничества. Так, 1 декабря 2010 года состоялось первое заседание украинской-чешской совместной межправительственной комиссии по экономическому, промышленному и научно-техническому сотрудничеству. Стороны также активизировали работу по консульским вопросам и защите прав украинских легальных трудовых мигрантов, работающих в Чехии.
Украинско-чешские политические отношения в 2001—2010 годах развивались на фоне значительных внутриполитических изменений в обеих странах, которые произошли в это время, и повлияли на их внешнеполитические приоритеты. Победа демократических сил на Украине в результате Оранжевой революции и вступление Чехии в ЕС в 2004 году придали новый импульс политическому сближению двух стран, расширили и активизировали двусторонний политический диалог, в том числе на высшем уровне. Основными элементами двустороннего сотрудничества на политическом направлении стали регулярные контакты на уровне глав государств и правительств Украины и Чешской Республики, сотрудничество внешнеполитических ведомств обеих стран. В течение 2003—2010 годов состоялись государственные визиты на Украину Президента Чешской Республики Вацлава Клауса и в Чехию Президента Украины Виктора Ющенко, официальные и рабочие визиты премьер-министров и министров иностранных дел обоих государств. Членство и активная позиция Чехии в европейских структурах определили новые формы взаимодействия, направленные на сближение Украины с ЕС. Во время визитов и контактов на всех уровнях Чешская Республика не только декларирует поддержку европейской и евроатлантической интеграции Украины, но и передает свой положительный опыт и оказывает практическую помощь в проведении реформ.

### 2011—2020
С конца 2010 года состоялось ухудшение украинско-чешских отношений, в значительной мере связанное с предоставлением Чехией политического убежища Богдану Данилишину, бывшему министру в правительстве Юлии Тимошенко. Весной 2011 года Украина выслала двух чешских дипломатов за несовместимую с дипломатическим статусом деятельность. В ответ Чехия объявила персонами нон грата двух дипломатов Посольства Украины в Праге. Долгое время Украина не давала положительного ответа на кандидатуру нового посла Чехии на Украине (предварительное согласие на принятие лица как главы дипломатической миссии другого государства) и Чехия больше года не могла назначить своего посла на Украине. Была задержка в выдаче экзекватуры новому Генеральному консулу Чехии в Донецке.
В конце 2011 года политические контакты начали восстанавливаться.
19 декабря 2011 года состоялся официальный визит премьер-министра Украины Николая Азарова в Чешскую Республику.
16 января 2013 года Чрезвычайный и Полномочный посол Украины в Чешской Республике Борис Зайчук вручил верительные грамоты президенту Чешской Республики Вацлаву Клаусу.
В ходе протокольной встречи с президентом был обсуждён комплекс вопросов украинско-чешских отношений. Особый акцент был сделан на возможных путях углубления экономического сотрудничества между двумя странами.
8 февраля 2013 года Чрезвычайный и Полномочный Посол Украины в Чехии Борис Зайчук провёл встречу с Председателем Сената Парламента Чехии Миланом Штехом. Посол ознакомил Председателя Сената с внутриполитической ситуацией на Украине, собственным видением путей развития и углубления украинского-чешского сотрудничества во всех направлениях. Отдельно была отмечена необходимость обеспечения прав украинских трудовых мигрантов. Чешская сторона выразила удовлетворение развитием двусторонних отношений, особенно в экономической сфере. В этом контексте было отмечено, что Сенат Чехии готов предоставлять в рамках своих полномочий посильную помощь в развитии украинского-чешских отношений, в частности делиться опытом осуществления экономических реформ в рамках подготовки к вступлению в ЕС.
8 февраля 2013 года Чрезвычайный и Полномочный Посол Украины в Чешской Республике Борис Зайчук провёл встречу с первым вице-премьер-министром, министром иностранных дел Чехии Карелом Шварценбергом. Зайчук подчеркнул, что Чехия является одной из стран, которая последовательно и активно поддерживает Украину на пути евроинтеграции. Украинская сторона возлагает большие надежды на саммит «Украина — ЕС», который должен состояться в Брюсселе 25 февраля 2013 года и определить чёткие перспективы для подписания Соглашения об ассоциации Украины и ЕС во время саммита «Восточного партнёрства» в Вильнюсе в ноябре 2013 года.
Карел Шварценберг подтвердил, что Чехия и в дальнейшем будет отстаивать позицию относительно скорейшего приближения Украины к ЕС. В то же время чешская сторона ожидает, что Украина со своей стороны будет помогать этому процессу путём проведения определённых ЕС как первоочередных реформ.
10—12 сентября 2013 года министр иностранных дел Украины Леонид Кожара с официальным визитом посетил Чешскую Республику, а 20—22 октября 2013 года официальный визит на Украину совершил президент Чехии Милош Земан.
27 февраля 2014 года Украину с визитом посетил министр иностранных дел Чехии Любомир Заоралек вместе с министрами иностранных дел стран Вышеградской четвёрки. 25 апреля 2014 состоялась встреча исполняющего обязанности министра иностранных дел Украины Андрея Дещица с министром иностранных дел Чехии Любомиром Заоралеком в Праге во время Заседания высокого уровня по случаю 5-й годовщины «Восточного партнёрства».
4 июня 2014 года президент Украины Пётр Порошенко встретился с президентом Чехии Милошом Земаным в Варшаве в рамках празднования 25-летия освобождения Польши от коммунистического режима. 27 июня 2014 года состоялась рабочая встреча Президента Украины Петра Порошенко с премьер-министром Чехии Богуславом Соботкой в Брюсселе на церемонии подписания экономической части Соглашения об ассоциации между Украиной и ЕС.
17 сентября 2014 года министр иностранных дел Чехии Любомир Заоралек посетил с рабочим визитом Украину (Киев и Житомир). Вскоре, 29 октября 2014 года он открыл новое почетное консульство Чешской Республики в Ужгороде. 16 декабря 2014 Заоралек совершил визит на Украину с вместе с министрами иностранных дел Польши, Словакии и государственным секретарём МИД Венгрии.
Карел Шварценберг подтвердил, что Чехия и в дальнейшем будет отстаивать позицию относительно скорейшего приближения Украины к ЕС. В то же время чешская сторона ожидает, что Украина со своей стороны будет помогать этому процессу путём проведения определённых первоочерёдных реформ, связанных с этим событием.
В течение 2015 года украинско-чешские политические отношения развивались в русле взаимопонимания и взаимоуважения. Однако, стремительное развитие событий на Украине, эскалация напряжённости на востоке, непосредственное участие вооружённых сил России в боевых действиях вызвали неоднозначную реакцию в Чехии. Большое значение имел рабочий визит в Чешскую Республику министра иностранных дел Украины Павела Климкин 19 мая 2015 года, который способствовал дальнейшей ратификации Палатой депутатов Парламента Чехии Соглашения об ассоциации между Украиной и ЕС. Несмотря на значительное сопротивление Коммунистической партии Чехии и Моравии, Палата депутатов 17 сентября 2015 года большинством голосов дала согласие на ратификацию Соглашения. 12 ноября 2015 года ратификационные грамоты Чешской Республики к Соглашению об ассоциации с Украиной были переданы на депонирование генеральному секретариату Европейского совета.
В 2016 году высшая исполнительная и законодательная ветви власти Чешской Республики последовательно выступали за сохранение политики санкций ЕС против РФ за агрессию на Украине, поддерживали суверенитет и территориальную целостность Украины, занимали бескомпромиссную проукраинскую позицию в предоставлении безвизового режима гражданам Украины и завершении Нидерландами процесса ратификации Соглашения об ассоциации между Украиной и ЕС.
На фоне полномасштабной войны, в том числе эскалации напряжения на востоке Украины общее количество двусторонних встреч и контактов на высшем уровне было незначительным. Положительной для двусторонних отношений была встреча глав внешнеполитических ведомств двух стран в Праге во время рабочего визита в Чехию министра иностранных дел Украины Павла Климкина 3—4 мая 2016 года для участия в конференции министров иностранных дел стран Вышеградской группы и "Восточного партнёрства ".
2 сентября 2016 года состоялась ещё одна важная встреча главы МИД Украины Павла Климкина с министром иностранных дел Чехии Любомиром Заоралеком в Братиславе на заседании глав внешнеполитических ведомств стран ЕС. Эти встречи способствовали позитивному отношению Чешской Республики и её правительства в евроинтеграционных стремлений Украины и обеспечили дальнейшую поддержку Чехией Украины в её сближении с ЕС и НАТО.
6 сентября 2016 года на полях Международного экономического форума в Крынице-Здруй (Польша) состоялась встреча премьер-министра Украины Владимира Гройсмана с премьер-министром Богуславлм Соботкой, на которой шла речь о возможности организации визита премьера Чехии на Украину.
В 2017 году активно поддерживались двусторонние политические отношения на уровне министерств и ведомств двух стран, что способствовало последовательной поддержке Украины исполнительной и законодательной властью Чехии в противостоянии российскому вмешательству и продолжении политики санкций ЕС против РФ. На положительный всплеск двусторонних отношений повлиял рабочий визит в Киев весной 2017 года министра иностранных дел Чехии Любомира Заоралека вместе с его словацким и венгерским коллегами. Главной темой визита была ситуация безопасности на востоке Украины. Визит показал солидарную поддержку Украины в её противодействии и готовность европейских партнеров, в частности Чехии, продолжить политику санкций против РФ до полного выполнения ею Минских договорённостей.
28 февраля во время заседания 34-й сессии Совета ООН по правам человека в Женеве состоялась встреча министра иностранных дел Украины Павела Климкина с министром иностранных дел Чехии Любомиром Заоралеком, во время которой были обсуждены приоритеты двусторонних отношений, взаимодействие на международной арене, согласованы позиции по реагированию на вмешательство России.
Важным для расширения двустороннего отраслевого сотрудничества стали визит на Украину в феврале 2017 года министра сельского хозяйства Чехии Мариана Юречка и в июне 2017 года министра промышленности и торговли Чехии Иржи Гавличка во главе делегации для участия в 7-м заседании украинском-чешской межправительственной комиссии по экономическому, промышленному и научно-техническому сотрудничеству.
В сентябре 2017 года министр энергетики и угольной промышленности Украины Игорь Насалик посетил с рабочим визитом Чехию для обсуждения перспектив реализации совместных энергетических проектов. В мае 2017 года состоялся визит на Украину министра обороны Чехии Мартина Стропницкого, в ходе которого прошли переговоры по расширению двустороннего военного сотрудничества. Во время визита Стропницкий анонсировал снятие запрета на выдачу лицензий на экспорт чешского военного снаряжения и оружия на Украине, выразив чёткую позицию Чехии по осуждению вмешательства России против Украины и необходимости продолжения санкций против РФ, а также непризнание Чехией аннексии Крыма и оккупации Донецка и Луганска.
В 2018 году на развитие украинско-чешских двусторонних отношений влиял тот фактор, что Правительство Чехии находилось почти 9 месяцев в состоянии непрерывного формирования, поэтому отдельные мероприятия по развитию украинско-чешского двустороннего политического диалога не были реализованы. В частности, была отложена подготовка официального визита премьер-министра Чехии Андрея Бабиша на Украину.
11—12 июня 2018 года в Праге состоялось восьмое заседание Украинско-чешской комиссии по экономическому, промышленному и научно-техническому сотрудничеству, в которой принял участие вице-премьер министр Украины Владимир Кистион.
Важными для обеспечения поддержки Украины стали контакты Министра иностранных дел Украины Павела Климкина с министром иностранных дел Чехии Мартином Стропницким. 16 января 2018 года состоялась их телефонный разговор, во время которого стороны говорили о ситуации в Крыму и на востоке Украины. Личная встреча министров состоялась на полях Мюнхенской конференции по безопасности 17 февраля 2018 года.
5 декабря 2018 года, вскоре после действий России в Керченском проливе, в рамках мероприятий в штаб-квартире НАТО в Брюсселе состоялась встреча Павела Климкина с новым министром иностранных дел Чехии Томашом Петржичеком, в ходе которой глава украинского внешнеполитического ведомства пригласил Петршичека посетить Украину с рабочим визитом в 2019 году.
В 2018 году значительно активизировались межпарламентские контакты. В мае Украину посетила делегация Комитета по иностранным делам, обороне и безопасности Сената Чехии. В августе 2018 года в Праге находился депутат Верховной рады Украины Мустафа Джемилев, а в сентябре Украину с визитом посетила первый заместитель председателя Сената Чехии Милуши Горская, которая открыла на Майдане Незалежности экспозицию «За нашу и вашу свободу!», посвящённую событиям 1968 года в Праге. Заместитель председателя Палаты депутатов Парламента Чешской Республики Войтех Пикало в ноябре официально представлял Чехию на Международном форуме «Украина помнит — мир признает» и мемориальных мероприятиях, приуроченных к 85-й годовщине голода на Украине в 1930-х годах. 2018 год отличился положительной динамикой украинского-чешского политического диалога, прежде всего на уровне внешнеполитических ведомств, а также в межпарламентском формате.
Знаковым событием в двусторонних отношениях стал визит на Украину главы МИД Чехии Томаша Петршичека 28—29 января 2019 года, в ходе которого он высказался в поддержку суверенитета и территориальной целостности Украины, а также поддержал санкции против РФ как единственный инструмент давления на Кремль для прекращения российского вмешательства.
В июне 2019 года председатель Сената Чехии Ярослав Кубера присутствовал на церемонии инаугурации президента Украины Владимира Зеленского.
После президентских и парламентских выборов на Украине активизировались на высшем уровне политические контакты. 25 сентября 2019 года состоялась встреча премьер-министра Чехии Андрея Бабиша с президентом Украины Владимиром Зеленским на полях 74-й сессии Генеральной Ассамблеи ООН в Нью-Йорке. Кульминацией двустороннего политического диалога — не только 2019 года, но и последнего десятилетия — стал официальный визит на Украину А. Бабиша в сопровождении мощной делегации чешских предпринимателей, который состоялся 18—19 ноября 2019 и стал важным импульсом для углубления украинского-чешского торгово-экономического сотрудничества.
4 февраля 2020 года состоялся рабочий визит в Чехию главы МИД Украины Вадима Пристайко, в рамках которого была начата работа украинско-чешского форума в качестве важной дискуссионной площадки для выработки рекомендаций правительствам обеих стран и инициирования совместных проектов для реализации потенциала двусторонних отношений в различных сферах. Во время этого визита глава МИД Чехии Томаш Петршичек и глава правительства Чехии Андрей Бабиш заверили в неизменности поддержки Чехией территориальной целостности и суверенитета Украины, а также в поддержке чешским правительством санкционной политики ЕС в отношении России. В ходе визита было подписано соглашение о сотрудничестве между Государственной архивной службой Украины и Институтом изучения тоталитарных режимов и Архивом дел государственной безопасности Чехии, которое предусматривает предоставление взаимного доступа к архивным документам и позволит выполнять совместные исследования и совместные гуманитарные проекты.

### С 2020
В ходе российского вторжения на Украину в 2022 году Чехия предоставила убежище украинским беженцам. По состоянию на 31 июля 2023 года, свыше 357 тыс. беженцев с Украины получили соответствующий временный статус (en:Temporary Protection Directive) в Чехии, что сделало Чехию третьим по масштабом убежищем для граждан Украины в Евросоюзе..

## Украинская народная дипломатия

### Международные миссии по мониторингу выборов и референдумов
В января 2019 года Международная неправительственная организация «Координационный ресурсный центр» начинает повышать уровень информированности участников избирательного процесса и способствовать более открытым и прозрачным выборам на Украине. Так, 22 мая 2019 украинцы из Чехии развернули Международную миссию КРЦ по наблюдению за парламентскими выборами на Украине.
25 ноября 2019 года в рамах проекта «КРЦ — корпус наблюдателей на выборах» развёрнуто Международная миссия КРЦ по наблюдению за первыми местными выборами на Украине.
15 июля 2020 года международная неправительственная организация зарубежных украинском и друзей Украины «Координационный ресурсный центр» заявил о развёртывании Международной миссии КРЦ по наблюдению за местными выборами и мониторингом подготовки к избирательному процессу на Украине.
8 февраля 2021 года «Организация зарубежных украинцев и друзей Украины "Международная неправительственная организация Координационный ресурсный центр"» заявила о готовности направить добровольцев к официальному наблюдения за повторными и промежуточными местными выборами и промежуточными выборами народных депутатов Украины в одномандатном избирательном округе № 50 и № 87 .
28 августа 2020 года в Праге 16 открылся Центр гуманитарной помощи Украине, куратор проекта — Пётр Олива.